# يوميات روم
يوميات روم (بالإنجليزية: The Rum Diary) هو فيلم كوميدي أمريكي صدر سنة 2011، من كتابة وإخراج بروس روبنسون اقتباسًا عن الرواية التي تحمل نفس الاسم للكاتب هانتر طومسون، وبطولة جوني ديب، وآرون إيكهارت، وآمبر هيرد، وريتشارد جينكينز، وجيوفاني ريبيسي.

## القصة
بول كيمب كاتب لم يتمكن من بيع أي كتاب، فيحصل على وظيفة في صحيفة بمدينة سان خوان، بورتو ريكو. هناك، يتعرف على مصوّر الجريدة سالا، الذي يساعده على التأقلم ويخبره أنه يعتقد أن الصحيفة على وشك الإغلاق. ينزل كيمب في فندق، وأثناء تجوله على متن قارب في البحر، يلتقي بشينو، التي كانت تسبح عارية هربًا من حفلة نظّمتها شركة يونيون كاربايد. يقع كيمب في حبها على الفور.
يدخل كيمب وسالا مباشرة في نوبة من الإفراط في الشرب، مما يثير غضب رئيس التحرير إي. جي. لوترمان. يلتقي كيمب أيضًا بموبورغ، وهو صحفي مهمل لا يمكن طرده. أثناء انتظاره لإجراء مقابلة، يلتقي كيمب بهال ساندرسون، مستشار علاقات عامة يستعرض أسلوب حياة فاخر، ويعرض عليه عملاً جانبياً في كتابة مواد دعائية لمشروعه الجديد. ساندرسون مخطوب لشينو، التي تتظاهر بأنها لا تعرف كيمب.
لاحقًا، ينتقل كيمب للعيش مع سالا، الذي يشاركه السكن أيضًا مع موبورغ. يبدأ كيمب في ملاحظة الفقر المنتشر في سان خوان، لكن لوترمان لا يريد منه الكتابة عن هذا الموضوع لأنه يضر بالسياحة. يعود موبورغ ذات يوم ومعه فلاتر متبقية من مصنع للرم، تحتوي على كحول قوي التركيز. تم طرد موبورغ من العمل، ويبدأ بالهذيان عن قتل لوترمان.
يزور كيمب ساندرسون ويتجسس عليه بينما يمارس الجنس مع شينو في البحر. يتعرف أيضًا على زيمبورغر وسيغارا، اللذين يعملان مع ساندرسون على مشروعه. في وقت لاحق، يتعرض سالا وهو في حالة سكر للإهانة من قبل صاحب مطعم رفض خدمتهم؛ يشعر كيمب بعدائية الرجل، فيهرب هو وسالا، ويلاحقهما بعض السكان الغاضبين. تتدخل الشرطة وتفض الشجار، ثم تلقي القبض على سالا وكيمب. يخرجهما ساندرسون بكفالة.
في اليوم التالي، يلتقي كيمب بشركاء ساندرسون الذين يشرحون له تفاصيل المشروع: بناء منتجع سياحي على جزيرة نقية قبالة سواحل بورتو ريكو. يُطلب لاحقًا من كيمب أن يُقل شينو من منزلها. يتشاركان لحظة خاصة، لكن كيمب يقاوم الإغراء.
يصطحب زيمبورغر كيمب وسالا لزيارة الجزيرة، التي لا تزال جزء منها يُستخدم كمدى للمدفعية من قبل الجيش الأمريكي. ثم يتوجهون إلى سانت توماس لحضور الكرنفال. يجد كيمب شينو، وينتهي بهما الأمر على متن قارب ساندرسون. يعاتب ساندرسون كيمب على إشراك سالا في الصفقة. في المساء، يذهبون إلى نادٍ ليلي، حيث ترقص شينو وهي ثملة مع رجال محليين لإغاظة ساندرسون، الذي كانت علاقتها به متوترة. عندما يحاول التدخل، يُطرد بعنف من ساحة الرقص، ويقتاده كيمب وسالا خارج النادي حرصًا على سلامته. تبقى شينو وحدها في النادي.
في اليوم التالي، تختفي شينو، ويخبر ساندرسون كيمب أن شراكتهما قد انتهت. عند عودة سالا وكيمب إلى المنزل، يخبرهما موبورغ أن لوترمان غادر وأن الصحيفة ستغلق. كما يبيع لهما مواد هلوسة، فيتناولانها. خلال حالة الهلوسة، يتوصل كيمب إلى قناعة بضرورة كتابة تحقيق يفضح صفقات ساندرسون المشبوهة.
يعود لوترمان، لكنه يرفض نشر قصة كيمب. تظهر شينو فجأة في منزل كيمب بعد أن تخلّى عنها ساندرسون. بدافع الانتقام، يسحب ساندرسون كفالته، مما يجعل كيمب وسالا مطلوبين للشرطة. يخبرهم موبورغ أيضًا أن لوترمان أغلق الصحيفة رسميًا. يقرر كيمب إصدار عدد أخير يكشف فيه الحقيقة عن لوترمان وساندرسون، إضافة إلى القصص التي رفض لوترمان نشرها.
لجمع المال لطباعة العدد الأخير، يضع كيمب وسالا وموبورغ رهانًا كبيرًا على مباراة ديوك. يزورون بابا نيبّو، مشعوذة خنثى وصديقة موبورغ، لتمنح الديك المقاتل لسالا بركتها. يربحون الرهان، لكنهم يعودون إلى المكتب ليجدوا أن آلات الطباعة قد تمت مصادرتها.
يواصل كيمب مسيرته، ويغادر بورتو ريكو على متن مركب شراعي. تُظهر الكتابات في نهاية الفيلم أنه عاد إلى نيويورك، وتزوّج من شينو، وأصبح صحفيًا ناجحًا، ووجد أخيرًا صوته ككاتب.

## روابط خارجية
- يوميات روم على موقع IMDb (الإنجليزية)
- يوميات روم على موقع ميتاكريتيك (الإنجليزية)
- يوميات روم على موقع روتن توميتوز (الإنجليزية)
- يوميات روم على موقع نتفليكس (الإنجليزية)
- يوميات روم على موقع قاعدة بيانات الأفلام العربية
- يوميات روم على موقع ألو سيني (الفرنسية)
- يوميات روم على موقع Turner Classic Movies (الإنجليزية)
- يوميات روم على موقع أول موفي (الإنجليزية)
- يوميات روم على موقع بوكس أوفيس موجو (الإنجليزية)
- يوميات روم على موقع فيلمافينيتي (الإسبانية)